# Franse Kerk (Potsdam)

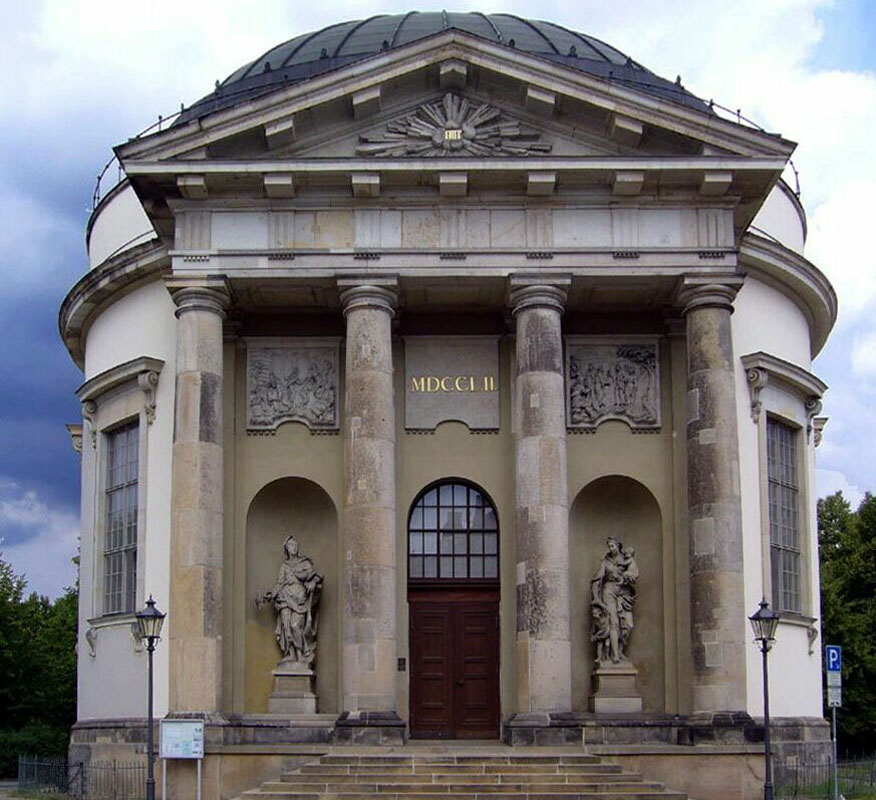
De Französische Kirche in 2006, aanzicht van voren.

De Franse kerk (Duits: Französische Kirche, Frans: Temple de Potsdam) in Potsdam is een van de laatste bouwwerken van de architect Georg Wenzeslaus von Knobelsdorff. In het Edict van Potsdam (1685) had de keurvorst van Brandenburg-Pruisen de uit Frankrijk verdreven hugenoten een nieuw vaderland aangeboden in Pruisen. 
In 1752/53 werd de kerk gebouwd voor de groeiende Frans-Gereformeerde gemeente van Potsdam. Sinds de zware verwoesting van de stad in de Tweede Wereldoorlog is de Franse Kerk het oudste kerkgebouw in de historische oude stad.

## Geschiedenis van de bouw

### Bouw

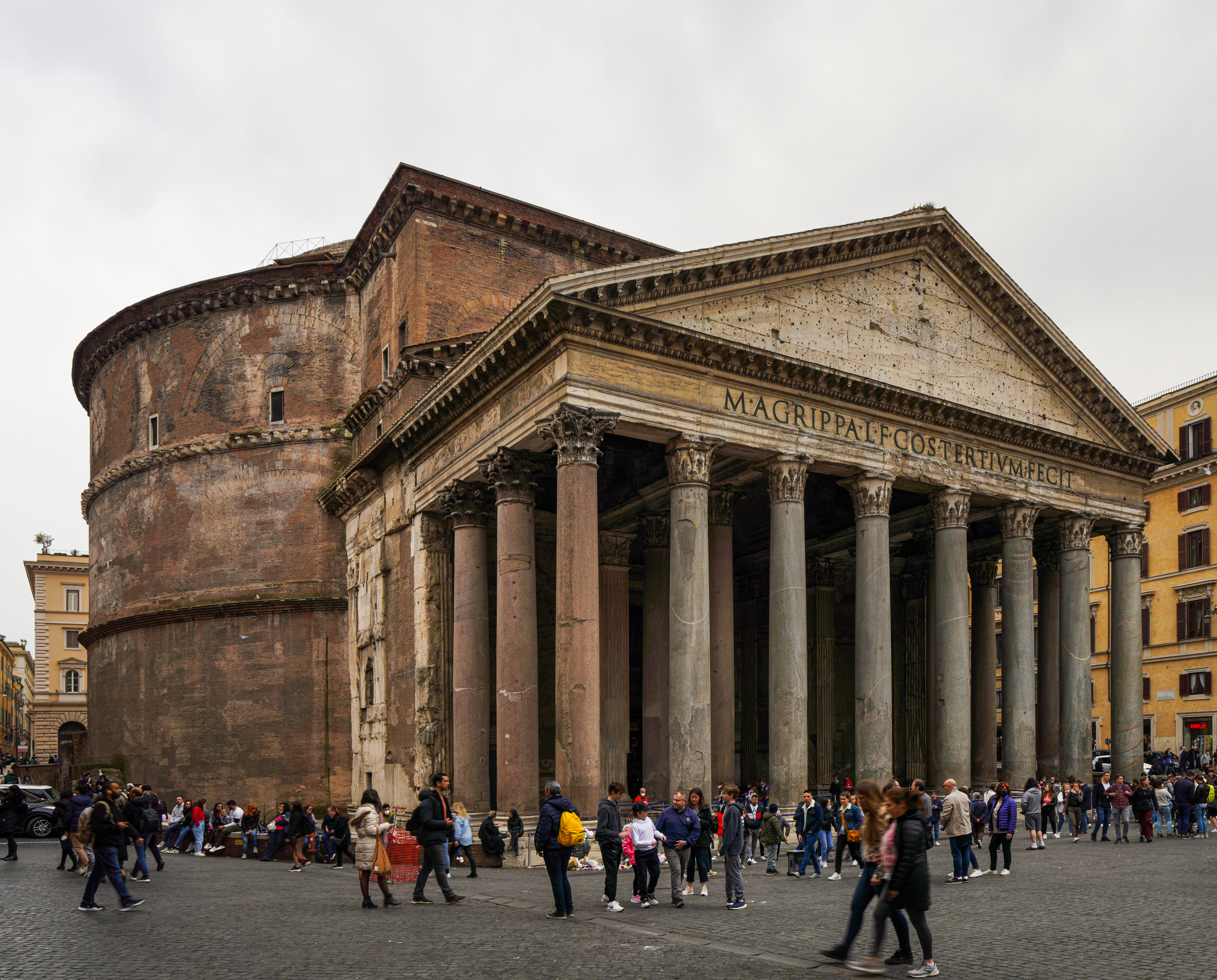
Het Pantheon in Rome

De kerk verrees aan de zuidoostelijke rand van de huidige Bassinplatz, een terrein tussen de Hollandse en Franse wijk. Het was een moerassig gebied dat pas sinds 1733 tot het stadgebied behoorde. Tussen 1737 en 1739 liet de bouwmeester Jan Bouman het droogleggen door een opvangbekken, het Hollandse Bassin aan te leggen. Desondanks bleef de kerkbouw een technische uitdaging op de moeilijk te calculeren ondergrond. Betrouwbare bouwgrond werd pas gevonden op een diepte van bijna zes meter; de bouwput moest uitvoerig van een grondkering worden voorzien. Een kalklaag direct onder het aardoppervlak moest verhinderen dat vocht in het gebouw zou opstijgen.
Ontwerp en voorbereiding zijn afkomstig van Georg Wenzeslaus von Knobelsdorff, de ijverige architect van Frederik de Grote. Hij was bij het begin van de bouw al ernstig ziek. Jan Bouman leidde de uitvoering van het project. Thematisch voorbeeld voor het gebouw was het Pantheon in Rome, een centraalbouw met koepel en portico, waarbij Von Knobelsdorff alle proporties en details zelfbewust varieerde. De grondvorm van de kerk is een ovaal; de binnenafmetingen bedragen 19,83 m, resp. 15,23 m. De muren zijn 1,65 m dik, op de sokkel geblindeerd met zandsteen, daaroverheen gestuct. De relatief vlakke koepel is vrijdragend gemetseld en werd door Karl Friedrich Schinkel, de beroemde architect van het Pruisisch classicisme 80 jaar later nog beoordeeld als statisch zeer gewaagd. In de nissen naast de ingang staan twee meer dan levensgrote allegorische figuren van de beeldhouwer Friedrich Christian Glume: caritas (Latijn voor "liefde, liefdadigheid") en spes (Latijn voor "hoop"). Conform de Frans-Gereformeerde liturgie was de sobere binnenzijde georiënteerd op het midden van de kerkzaal; door een houten galerij lijkt het op een amfitheater. De kleur van de wanden was het tijdens de barok geliefde oudroze, terwijl de zitplaatsen waarschijnlijk wit waren. De ramen waren van kleurloos glas.

### Aanpassingen (19e eeuw)

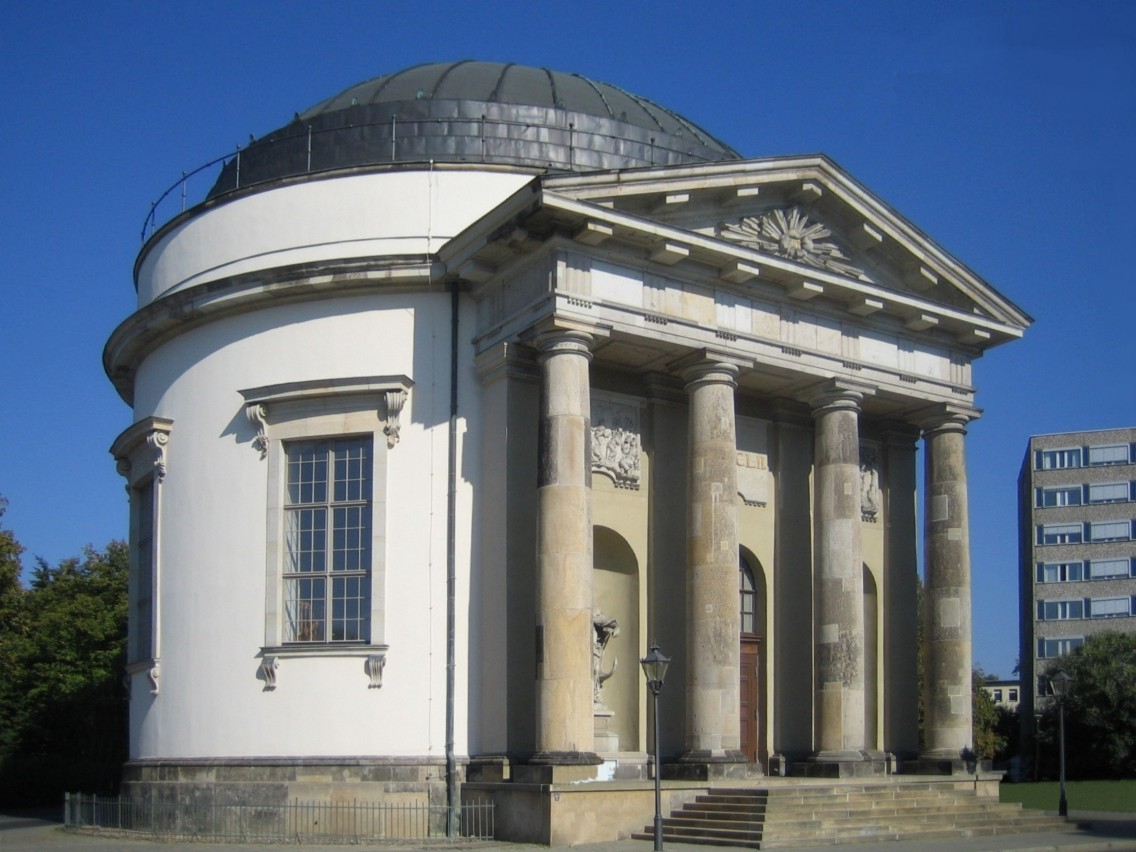
Aanzicht schuin van voren

In de 19e eeuw kreeg K. F. Schinkel de opdracht om de binnenzijde van de kerk aan te passen. Tussentijds waren meermaals reparaties noodzakelijk geworden. Pleister- en steenpuin was uit de koepel in de kerk gevallen en tijdens de bezetting door Napoleon Bonaparte van 1806 tot 1808 diende de kerkzaal als magazijn van de cavalerie en werd grotendeels verwoest. Schinkel trof rottende en wormstekige zitplaatsen aan; de ramen waren gedeeltelijk dichtgenageld en de tegelvloer was gevaarlijk hobbelig. Tijdens de verbouwing tussen 1832 en 1834 behandelde hij het bouwwerk van Von Knobelsdorff met groot respect. De gewenste uitbreiding met een sacristie keurde hij af om het bouwwerk niet te misvormen. De bescheiden atmosfeer van de kerkzaal bleef behouden. Maar hij ontwierp een kanselwand en daardoor ontstond in de kerkzaal meer een oriëntering naar voren. Middels een tweede galerij werd het aantal beschikbare plaatsen meer dan verdubbeld. Lichte, grijsgroene tinten bepaalden de kleurindruk.
Spoedig trad nieuwe schade op door zwammen. In 1856/57 werd de kerk gesloten en gerestaureerd; de overheersende kleuren van de inrichting waren nu donkerbruin met zwart. In 1881 moest de kerk opnieuw worden gesloten voor renovatie, ditmaal voor twee jaar. Daarna was het beeld van de inrichting wederom wezenlijk veranderd. Deze modernisering volgens de smaak van de wilhelminische tijd bracht onder andere een stuccassetteplafond en rozetten in blauw, rood en goud in de koepel en gekleurd glas in de ramen. De kanselwand werd uitgebreid met versieringselementen en een kruis.

### Aanpassingen (20e/21e eeuw)
In de jaren 1920 werd een aantal van de laatste aanpassingen teruggenomen. De kleurvormgeving van kanselwand, galerijen en zitplaatsen benaderde weer de opzet van Schinkel. Verzakkingen door verandering van het grondwaterniveau dwongen tot nieuwe bouwactiviteiten.
Een bomaanval aan het eind van de Tweede Wereldoorlog – op 14 april 1945 – verwoestte bijna de hele Franse wijk. De Franse kerk bleef echter nagenoeg onbeschadigd; slechts de vensters moesten – aanvankelijk provisorisch – worden vervangen. Maar er ontstond vervolgschade. Door de beschadigde koepel sijpelde water naar binnen, waardoor het stucwerk losliet en in de kerkruimte viel. Ook het stucwerk aan de buitenmuren vertoonde gebreken. De provisorische ramen waren spoedig ondicht. De kerk moest dringend worden gerenoveerd, maar het ontbrak de kleine kerkgemeente aan de noodzakelijke middelen en van de antireligieuze DDR-overheid had de kerk weinig te verwachten. Halverwege de jaren 1960 moest de kerk wegens bouwvalligheid worden gesloten.
Met financiële opstarthulp van een persstichting, door particulier geworven giften en door overheidssteun kon de Franse kerk vanaf 1990 stap voor stap weer worden hersteld. Als laatste werden in 2003 de provisorische vensters uit de naoorlogse tijd vervangen en de restauratiewerkzaamheden afgesloten.

## Tradities van de hugenoten in de Franse kerk van Potsdam
In Frankrijk werden de protestanten, hugenoten genaamd, in het gunstigste geval geduld. Hun protestantse godshuizen mochten meestal slechts buiten de stadsmuren bouwen, en ook daar slechts zonder de typische eigenschappen van een kerk zoals klokken en een toren. Tot op heden heten de protestantse kerken in Frankrijk „temple“ in tegenstelling tot katholieke kerken met de aanduiding „église“. De Franse kerk in Potsdam is geheel gebouwd volgens de stijl van deze „tempels“ in het Franse vaderland.
Daar de Potsdamse kerk vanaf het begin ontworpen is als gereformeerde kerkbouw, weerspiegelen zich de gereformeerde voorstellingen ook binnenin de kerk. Wezenlijke elementen van de gereformeerde kerkdienst zijn de gemeente, de Bijbel, een kansel en de avondmaalstafel. Doopkan en doopschaal vervangen de doopvont en worden indien nodig op de avondmaalstafel geplaatst. Andere kenmerken die men in lutherse kerken aantreft zoals altaar, kaarsen, kruis, crucifix of afbeeldingen ontbreken echter, daar ze afleiden van het eigenlijke of niet voldoen aan het tweede gebod (aniconisme). De binnenkant van de Franse kerk maakt daarom indruk door zijn elegante eenvoud.
In deze ruimte kan de kerkdienst in zijn oorspronkelijke vorm worden gehouden: de kerkzaal is georiënteerd op het midden. Dit midden is leeg; de leegte is het bijzondere, het „heilige“. De gemeente komt bijeen in de cirkel rondom het midden. Daardoor wordt de gelijkstelling van alle gemeenteleden, priesters of leken, tot uitdruk gebracht. Ook de avondmaalstafel waarop altijd de Bijbel ligt, staat vrij zodat allen er rondom bijeen kunnen komen. De kansel heeft in de eerste plaats een praktisch doel: als de galerij bezet is, kan de predikende persoon door iedereen goed worden gehoord en gezien.

## Geschiedenis van de Frans-Gereformeerde gemeente
Begin 1686 volgden de eerste Frans-Gereformeerde geloofsvluchtelingen het Edict van Potsdam van keurvorst van Brandenburg-Pruisen en kwamen aan in Potsdam. Maar slechts enkelen bleven in deze destijds nog onbeduidende stad. Toen Frederik Willem I voor hugenoten vanaf 1719 de wijk Frans kwartier (ca. 50 huizen) in het kader van de eerste stadsuitbreiding liet bouwen, steeg het aantal Frans Gereformeerden in Potsdam. Op 21 juli 1723 werd de Frans-Gereformeerd gemeente („Eglise réformée de France“) opgericht. Ze kreeg op 19 oktober 1731 zelfs een eigen grondwet zodat ze als Franse kolonie in Potsdam een op zich zelf staande politieke, kerkelijke en culturele gemeenschap vormde met eigen rechter en eigen politieman resp. gerechtsdienaar. Daarbij sloten zich niet alleen Fransen aan, maar ook gereformeerde Paltsers, Zwitsers, Hongaren en Nederlanders die zich in Potsdam gevestigd hadden, waaronder de architect Pierre de Gayette en Jan Bouman. Onderwijs (eigen school) en sociale verplichtingen speelden een grote rol.
De Napoleontische bezetting, de Pruisische hervormingen en de Pruisische kerkunie van 1817 brachten diepingrijpende veranderingen voor de gemeente met zich mee. Tijdens de Duitse bevrijdingsoorlog bewees de gemeente trouw Duits te zijn en verduitste zelfs voor- en achternamen. De Franse bezetters wederom waren verrast, deze eigenaardige landgenoten in het land van de vijand aan te treffen die bovendien ouderwets Frans spraken. Na het sluiten van de vrede beëindigden de Pruisische hervormingen de voormalige privileges en de Franse kolonie werd opgeheven. Met de Pruisische kerkunie van 1817 werd de gemeente opgenomen in de Evangelische Kerk in Pruisen.
Met de Frans-Duitse Oorlog van 1870/71 verloor de gemeente haar gewaardeerde school. In de volgende jaren werden de Franstalige kerkdiensten gestaakt en werd de kerkzaal aangepast aan de voorstellingen van de wilhelminische tijd. Pas na de Eerste Wereldoorlog vormde zich weer een nieuw zelfbewustzijn: de kerkenraad verzette zich met succes tegen opneming in de Franse Kerk van Berlijn. Tijdens het nationaalsocialisme verdedigde men de „joodse tekens“ – het tetragram – in de aureool van de portico, maar de vergulding van de letters moest worden verwijderd.
Na de Tweede Wereldoorlog was de helft van de gemeente omgekomen of overal verstrooid over de wereld; van de overgebleven gemeenteleden waren de meesten oud. De gemeente van de Heilige Geestkerk, die haar kerkgebouw bij de bomaanval had verloren, huisvestte zich in de Franse kerk zodat de Frans-Gereformeerde gemeente steeds meer gast in eigen huis werd.
Nadat de Heilige Geestgemeente gefusioneerd was met de kerkelijke gemeente van de Nikolaikerk, bevond de Franse kerk zich in een beklagenswaardige toestand en moest in 1968 om veiligheidsredenen worden gesloten. De Frans-Gereformeerde gemeente kwam nu bijeen in het eveneens bouwvallige kerkelijk centrum aan de rand van de Hollandse wijk.

## De Frans-Gereformeerde gemeente vandaag
Halverwege de jaren 1980 kwam beweging in het gemeenteleven: een nieuwe predikante kwam voor 50% in dienst; nieuwe, jongere gemeenteleden meldden zich; het aantal bezoekers van de kerkdiensten steeg; het kerkelijk centrum werd gerestaureerd. In de tijd van de Wende ontstond hier een wereldwinkel die de opmerkzaamheid van voorbijgangers kreeg. Contacten naar Frankrijk konden opnieuw worden aangeknoopt.
De laatste jaren is het aantal gemeenteleden verder gestegen en ligt thans bij ca. 200 (stand 2006). Er vinden meer kerkdiensten plaats (drie per maand). Andere gemeenteactiviteiten omvatten onder andere: catechisatie, Jonge Gemeente, thematische gemeentemiddagen, Bijbelseminaries, familiekampen, orgelconcerten, koor, hospicedienst en de wereldwinkel. In de jaren 2004-2006 trad het Hans Otto Theater (Potsdam) herhaaldelijk op als gast in de Franse kerk met een zeer gewaardeerde uitvoering van Tolstojs „Oorlog en vrede“.
De Frans-Gereformeerde gemeente behoort tot de gereformeerde classis van de Evangelische Kerk Berlijn-Brandenburg-Silezische Opper-Lausitz (Duits: Evangelische Kirche Berlin-Brandenburg-schlesische Oberlausitz (EKBO)) en is lid van de Duitse Hervormde Bond (Duits: Reformierter Bund in Deutschland).

## Deorgelsvan de kerk
De orgelbouwer Ernst Julius Marx bouwde in 1787 het eerste orgel voor de Franse kerk. Dit instrument werd in 1806 zwaar beschadigd doordat de Franse bezetters het kerkgebouw als magazijn gebruikten. Alexander Schuke bouwde in 1930 een nieuw orgel in de kerk. Dit orgel bleef echter ook niet heel, daar het in de jaren zeventig van de vorige eeuw bij inbraken zwaar werd beschadigd; de orgelpijpen werden gestolen. De kerkgemeente vond bij het zoeken naar vervanging voor het Schuke-orgel een orgel dat overeenkwam met de klank en de vormgeving van het oorspronkelijke orgel van Marx. Het stamde uit 1783 en was door de orgelbouwer Johann Wilhelm Grüneberg gebouwd voor de Johanneskerk (Duits: Johanniskirche of Reformierte Kirche) in Berlijn-Spandau. Vanaf 1903 stond het in de dorpskerk Bärenklau (de kerk te Spandau werd in 1902 afgebroken). Bij de verhuizing naar de kleinere kerk van Bärenklau waren meerdere registers verwijderd. In 1917 werden de tinnen pijpen in beslag genomen voor oorlogsdoeleinden en ingesmolten. In 1928 repareerde Alexander Schuke het orgel en monteerde nieuwe frontpijpen uit zink. In de dorpskerk werd het lange tijd onbespeelbare orgel in 1983 herontdekt en geïnspecteerd door Andreas Kitschke en cantor Christlieb Albrecht, waarbij de in de manuaal-ventielkast ingeplakte inscriptie
Anno 1783 … Orgel gebouwd door orgelbouwer Johann Wilhelm Grüneberg in Brandenburg de 8e mei
werd ontdekt.
Bij de bezichtiging werd vastgesteld dat enkele frontpijpen, delen van het houtsnijwerk en enkele pijprijen ontbraken. Het hout was aangetast door houtworm.
In 1990 werd het houtsnijwerk aan het front aangevuld en gerepareerd door firma Thürmer uit Dresden.
Kitschke stelde voor om het instrument naar Potsdam in de Franse Kerk te brengen. Enerzijds zou na een restauratie de klank van het orgel te geweldig zijn geweest voor de kleine dorpskerk, anderzijds vertoonde het wat het uiterlijk en de klang betreft een grote gelijkenis met het Marx-orgel.
In 1985 kon de kerkelijke gemeente het project overnemen en beginnen met de voorbereiding van de restauratie. In 1991 werd het orgel in de nabij de Franse Kerk gelegen werkplaats van de firma Schuke gerestaureerd aan de hand van in Spandau gevonden aktes van de orgelbouw. Tijdens Pasen 2000 klinkt het orgel voor de eerste keer in de kerkdienst met zes registers. Op 22 juli 2000 wordt het volledig gerestaureerde orgel weer voor publiek bespeeld. Op 29 september 2000 volgt de inwijding van het orgel na de voltooiing.
Het barokke Grüneberg-orgel met 13 registers op manuaal en pedaal is het grootste bewaard gebleven orgel van Johann Wilhelm Grüneberg.

### Dispositie
De dispositie van het Grüneberg-orgel:
| I Grand Orgue C, D–d3 |            |      |   |
| 1.                    | Prestant   | 8'   |   |
| 2.                    | Gedact     | 8'   |   |
| 3.                    | Roerfluit  | 8'   |   |
| 4.                    | Octaaf     | 4'   |   |
| 5.                    | Nasard     | 3'   |   |
| 6.                    | Octaaf     | 2'   |   |
| 7.                    | Cornet III |      | D |
| 8.                    | Mixtuur IV | 1/2' |   |
| 9.                    | Trompet    | 8'   | D |
|                       | Tremulant  |      |   |

| Pedaal C, D–c1 |          |     |
| 10.            | Subbas   | 16' |
| 11.            | Violon   | 8'  |
| 12.            | Octaaf   | 4'  |
| 13.            | Trombone | 8'  |

- Koppelingen: -Geen-
- Speelhulpen: Cymbel-zonnen

## Afbeeldingen

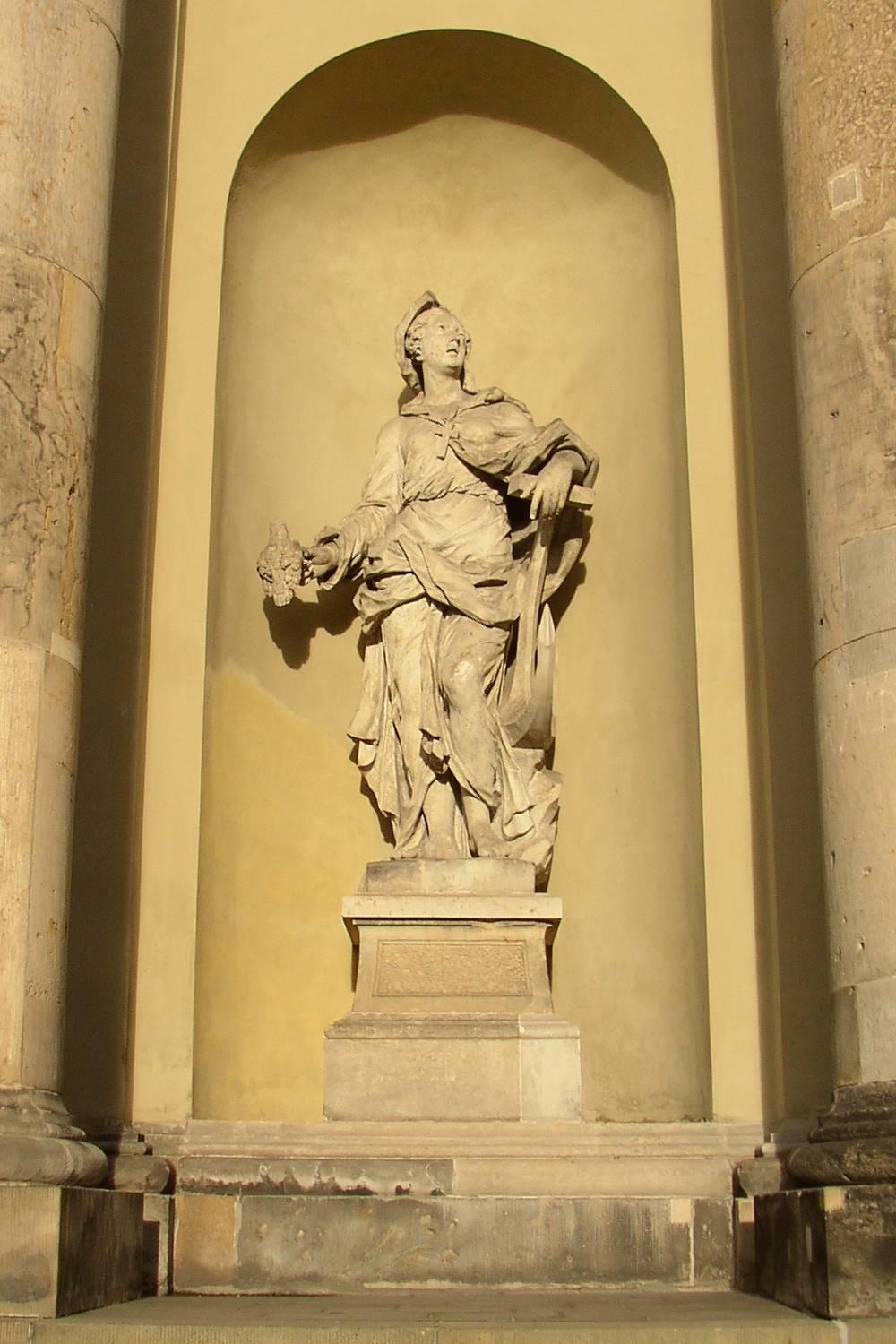
Figuur links van het portaal
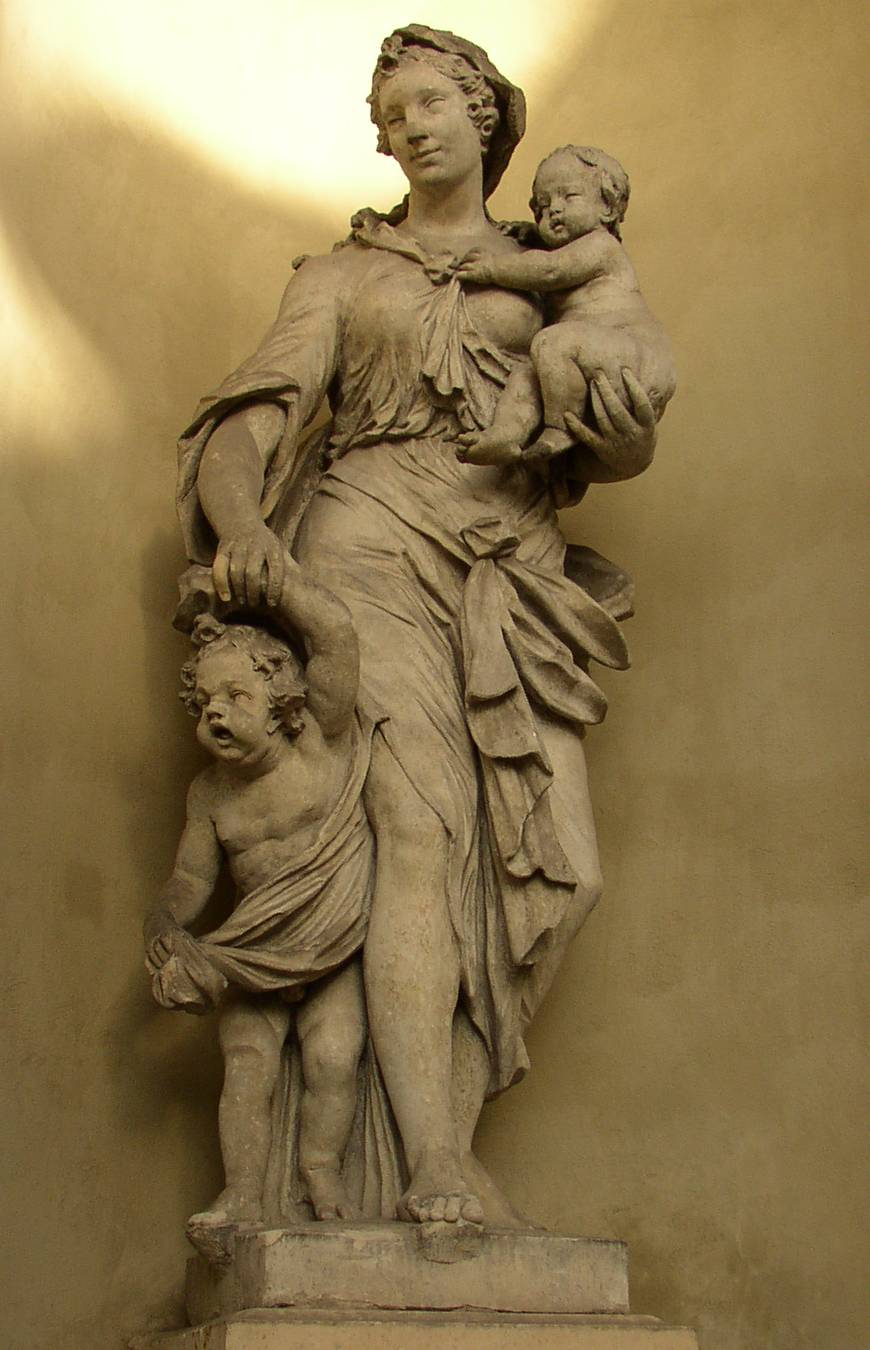
Figuur rechts van het portaal